# Blackout (álbum de Britney Spears)
Blackout es el quinto álbum de estudio de la cantante estadounidense Britney Spears, publicado en Estados Unidos el 30 de octubre de 2007 por el sello discográfico Jive Records. Optando por restablecer su carrera musical después de su cuarto álbum de estudio, In the Zone (2003), Spears comenzó a planificar el proyecto en 2006. El trabajo continuó en 2007, tiempo durante el cual los problemas personales muy publicitados de Spears, incluyendo el acoso de la prensa y su divorcio de Kevin Federline, opacaron sus actividades profesionales. Según la revista de música Rolling Stone, desde su publicación, Blackout es posiblemente el álbum más influyente en la industria de la música pop.
El álbum representa un cambio musical del anterior trabajo de Spears, con un tono premonitorio y atmosférico en cuanto a la dirección musical y lírica. Colaboró con productores como Danja, quien trabajó por primera vez con la cantante, luego de cobrar prestigio por haber sido la «mano derecha» del productor estadounidense Timbaland. En Blackout también participó el dúo sueco Bloodshy & Avant, el que había trabajado anteriormente con Spears, luego de producir algunos temas de In the Zone, como «Toxic», su exitoso sencillo ganador de un Premio Grammy, así como Sean Garrett y el dúo The Neptunes. Spears trabajó en el álbum con ellos en varios estudios de grabación en Estados Unidos, incluyendo la casa de Spears en Los Ángeles, con la intención de crear música uptempo de alta energía. Los créditos del álbum también involucraron a otras figuras reconocidas en la industria musical, tales como las cantantes Keri Hilson y Robyn, además del rapero T-Pain. Sus esfuerzos dieron como resultado un álbum principalmente de géneros electropop y dance pop con influencias adicionales de eurodisco, dubstep y R&B. Su contenido lírico gira en torno a la fama, el escrutinio de los medios, el sexo y las discotecas.
Tras su lanzamiento, Blackout recibió reseñas generalmente positivas de los críticos de música, quienes lo consideraron como el disco más progresivo y consistente de Spears. The Times lo nombró como el quinto mejor álbum pop de la década. En suma, tras lo esperado de su lanzamiento y pese a varias filtraciones en Internet no autorizadas, Blackout debutó en las primeras posiciones de numerosas listas de álbumes alrededor del mundo. En Estados Unidos, el álbum iba a debutar en la posición número uno de la lista Billboard 200, pero finalmente debutó en el número dos, con ventas de 290,000 copias en su primera semana, después de un cambio de políticas realizado a último minuto por la revista Billboard, mientras que encabezó las listas en Canadá e Irlanda. Blackout se distingue por ser el primer álbum de estudio de Spears que no debutó en el número uno en Estados Unidos, aunque después fue certificado con disco de platino por la RIAA, por distribuir un millón de copias en el país. Todo lo anterior llevó a que, en tan solo dos meses, se convirtiera en el 32° álbum más vendido alrededor del mundo en el año 2007, según la organización IFPI. El álbum ha vendido más de 3.5 millones de copias alrededor del mundo.
Se lanzaron tres sencillos del álbum: «Gimme More», «Piece of Me» y «Break the Ice». Los dos primeros registraron varios logros comerciales y fueron certificados con disco de platino por la organización RIAA, a modo de acreditación de ventas de un millón de descargas en Estados Unidos. «Gimme More» alcanzó el número tres del Billboard Hot 100 y se convirtió en la entonces segunda canción mejor posicionada de Spears en dicho conteo, después de «...Baby One More Time» (1998), mientras que llegó a los cinco primeros lugares en varios países. Los sencillos «Piece of Me» y «Break the Ice» alcanzaron los puestos número 18 y 43, respectivamente, en el Hot 100 y tuvieron un éxito moderado en el mundo. A diferencia de sus álbumes anteriores, Spears no hizo una fuerte promoción de Blackout; su única aparición en televisión para promover el álbum fue una presentación universalmente criticada de «Gimme More» en los MTV Video Music Awards 2007.
Según los críticos, «Freakshow» fue posiblemente la primera canción de pop mainstream que usó elementos del género dubstep, el que en el año 2011 fue explotado en profundidad en el séptimo álbum de estudio de Spears, Femme Fatale. En 2012, Blackout ingresó en el Salón de la Fama del Rock and Roll.

## Antecedentes
Los primeros antecedentes sobre el quinto álbum de estudio de Britney Spears, comenzaron a circular a principios del año 2006. Ello, luego de que la cantante brindara una entrevista a la revista estadounidense People, en la que entre otras cosas declaró:

Esto puede sonar extraño, pero extraño viajar. Echo de menos la carretera, ir a diferentes lugares y estar con los bailarines y divertirme. Extraño ese sentimiento de estar en el escenario, sabiendo que es lo mejor. Me encanta. Pese a ello, necesitaba un descanso. Necesitaba tener hambre otra vez.
Britney Spears

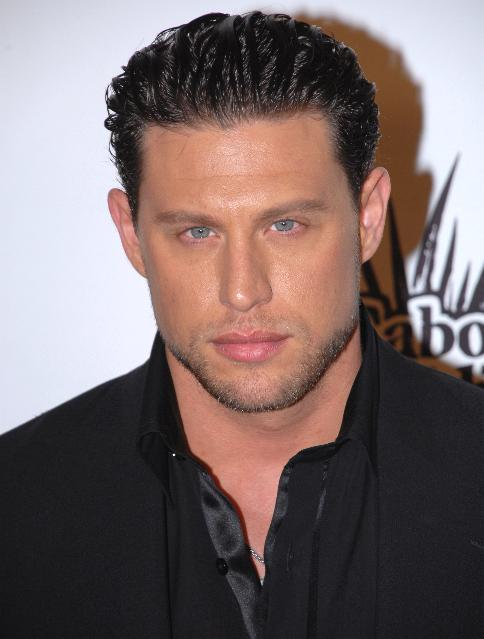
J.R. Rotem (fotografía) fue el primer compositor y productor que confirmó estar trabajando en el quinto álbum de estudio de Britney Spears, en el año 2006.

En la misma entrevista, la cantante confirmó que se encontraba trabajando en su quinto álbum de estudio, el que para entonces era probable que fuera lanzado a finales de ese mismo año. Además de ello, Britney Spears sostuvo que su nueva música podría revigorizar la industria musical del pop. Dos meses después, el compositor y productor estadounidense J.R. Rotem confirmó estar trabajando con la cantante. Ello, en el mismo período en el que se encontraba trabajando en el álbum debut de Kevin Federline, el entonces esposo de Britney Spears. Al respecto, J.R. Rotem especificó que, pese a las exigencias de la maternidad, Britney Spears estaba trabajando prácticamente todos los días en el álbum, pues su plan era trabajar un montón en él y luego tómate un descanso para reanudar. Además de ello, sostuvo que la escritura que la cantante estaba desarrollando en su estudio casero, reflejaba su vida y que, al igual que su esposo, ella tenía una canción centrada en la atención obsesiva que recibía por parte de los medios, pues no podía salir ir a ninguna parte sin que su intimidad fuera invadida. De manera paralela, declaró:

Definitivamente es Britney, pero al siguiente nivel. Con canciones como "Toxic" ella fue muy innovadora, por ello estamos intentado superarle. De sacar adelante lo que viene.
J.R. Rotem

En el mismo período, el también compositor y productor estadounidense Sean Garrett, confirmó estar trabajando en tres canciones con la cantante y declaró que, juntos, intentaron hacer «algunas cosas realmente locas, que el mundo va a amar». No obstante, Leslie Sloane Zelnick, el representante de entonces de Britney Spears, sostuvo que, dado al segundo embarazo confirmado de la cantante, no se había previsto nada en cuanto a la fecha de lanzamiento de su quinto álbum de estudio, por lo que ella podía tomarse su tiempo. Dichas declaraciones fueron respaldadas por la propia Britney Spears, quien sostuvo que, tras el nacimiento de su segundo hijo, ella pretendía recuperar su figura para estar en condiciones de promocionar al álbum.
Poco tiempo después del nacimiento de su segundo hijo, Spears se separó de su entonces esposo, Kevin Federline. A ello le siguió un período de abundantes conductas y problemas personales divulgados por los medios sensacionalistas, entre los cuales se incluyen salidas nocturnas insanas, entradas y salidas a clínicas de rehabilitación, y la pérdida de la custodia de sus dos hijos y de la suya, a manos de su exesposo y de su padre, respectivamente. En suma, esto desencadenó una serie de desavenencias en la imagen de Spears. A principios del año 2007, ello produjo el cierre de WorldofBritney.com, uno de los principales sitios webs de seguidores de la cantante. Ello llevó a que ella misma publicara un mensaje en BritneySpears.com, su sitio web oficial, para referirse a lo ocurrido y para revelar que tenía previsto lanzar a su quinto álbum de estudio, antes de que finalizara aquel año. Al respecto, escribió:

El último par de años han sido muy esclarecedores para mí y, ahora que he tenido tiempo de ser «yo», he sido capaz de sentarme y de pensar acerca de dónde quiero ir conmigo misma como artista, absolutamente sin condiciones. Ahora soy más madura y siento que por fin soy «libre». Quiero que todos ustedes sepan que comprendo todas las razones que iban en pos de tomar esta decisión, y estoy triste de ver lo del cierre. Si yo fuera ustedes, estaría muy triste si tuviera que leer lo que he estado leyendo todos los días. Pero créanme, lo entiendo. Sé que he estado lejos de ser perfecta y que los medios de comunicación se han divertido un montón exagerando todos mis movimientos. Estoy trabajando duro para lanzar el nuevo álbum en algún momento a finales de este año, pero la fecha es, por supuesto, insegura todavía. Espero volver este año más grande y mejor que nunca, y también espero llegar a mis seguidores en un nivel más personal.
Britney Spears

El compositor, productor y cantante estadounidense Ne-Yo, también confirmó haber escrito canciones para el álbum. Dado que en los medios circulaba un sinnúmero de rumores respecto al álbum, Gina Orr, publicista del sello Jive Records, aclaró que, para el 10 de agosto de 2007, aún no existía una fecha establecida para el lanzamiento del mismo, lo que dejó en incertidumbre su situación, dado que la carrera musical de Britney Spears se veía opacada por sus tribulaciones personales.

## Lanzamiento
Los rumores sobre el lanzamiento del álbum finalmente tomaron forma el 28 de agosto de 2007, cuando fuentes del sello Jive Records informaron que la canción Gimme More, entonces inédita, sería enviada a las estaciones de radio. Ello, pese a que se desconocía si sería un sencillo. Finalmente, Gimme More fue lanzada dos días después en las radios, como el primer sencillo del álbum, y un día después Jive Records anunció que este sería lanzado el 13 de noviembre de 2007 en los Estados Unidos. A la semana siguiente, fue confirmado el rumor de que Britney Spears se presentaría en la apertura de los MTV Video Music Awards 2007.

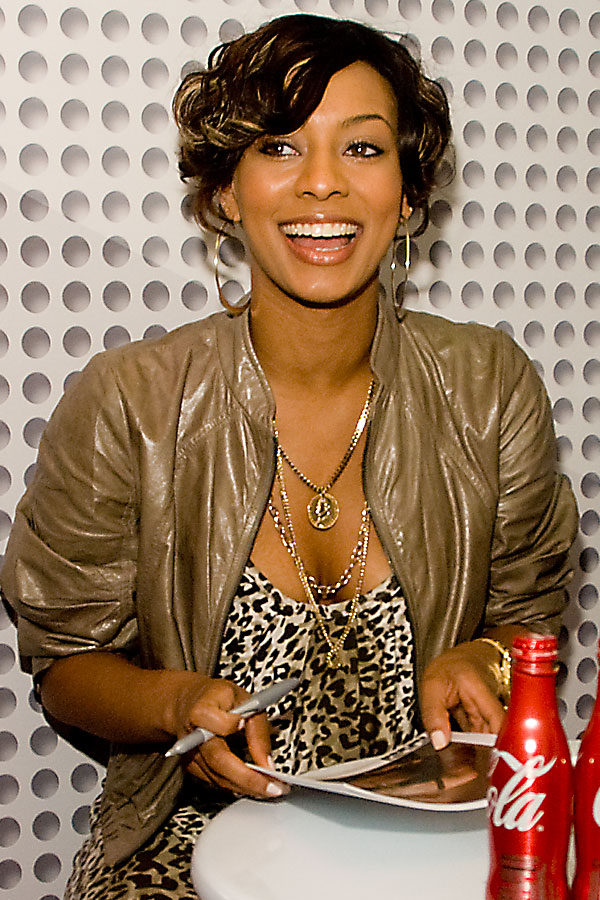
Keri Hilson, coescritora de «Gimme More», el primer sencillo de Blackout.

Pese a la controversia, Gimme More continuó experimentando considerables aumentos de audiencia en las radios de música pop de los Estados Unidos; siendo, por dos semanas consecutivas, el sencillo que ganó más audiencia en las radios del país. Ello le llevó a convertirse, rápidamente, en un éxito top 20 en el ranking radial Pop Songs. Por su parte, con el ingreso de Gimme More en la Pop Songs, Spears igualó a la cantante Christina Aguilera, y entonces se alzó, junto a ella y con un total de 16 sencillos, como la cantante femenina que registró más ingresos en dicho ranking, durante la primera décaga del siglo XXI. No obstante, el 18 de septiembre de 2007, Jeff Kwatinetz, el hasta entonces mánager de la cantante y parte de la compañía Firm, extendió un comunicado de prensa en el que informó:

Nos entristece confirmar los informes de los medios de comunicación, referidos a que hemos terminado nuestra relación profesional con Britney Spears. Hemos representado a Britney durante el último mes. Creemos que Britney es enormemente talentosa y ha hecho un disco excelente. Pero las actuales circunstancias nos han impedido hacer adecuadamente nuestro trabajo. Deseamos a Britney lo mejor.
Jeff Kwatinetz

Pese a que, desde entonces, las desavenencias de la imagen de Spears continuaron aumentando debido a la pérdida de la custodia de sus dos hijos; el 3 de octubre de 2007, la revista Billboard confirmó que "Gimme More" debutaría, directamente, como un éxito N.º 1 en el ranking de ventas Digital Songs. Ello, luego de vender elevadas 179 mil descargas digitales en su primera semana como tal en los Estados Unidos, lo que le llevó a ascender de la posición N.º 68 a la N.º 3 en el principal ranking de canciones y sencillos del país: la Billboard Hot 100. Con ello "Gimme More" se alzó como el quinto éxito top 10 de la cantante en la Billboard Hot 100 y como su segundo sencillo mejor posicionado en esta, después de más de ocho años y diez meses desde que "...Baby One More Time", su exitoso e icónico sencillo debut, alcanzó la posición N.º 1 de la misma.
Las buenas noticias de los rankings de la revista Billboard, llevaron a que el 5 de octubre de 2007, el video musical de "Gimme More" fuera lanzado en la tienda iTunes y a que Jive Records confirmara el hasta entonces desconocido título del álbum: Blackout. No obstante, a los pocos días comenzaron a filtrarse demos, material sin terminar y versiones finalizadas de varias de las canciones de este en internet. El acontecimiento llevó a que, el 10 de octubre de 2007, Jive Records informara su decisión de adelantar en dos semanas la fecha de lanzamiento de Blackout; fijando a esta para el 30 de octubre de 2007, en los Estados Unidos, y extendiendo un comunicado de prensa, en el que entre otras cosas expresó:

El sello está haciendo todo lo posible para prevenir y evitar cualquier distribución ilegal de las canciones, incluyendo adelantar la fecha de lanzamiento del álbum.
Jive Records

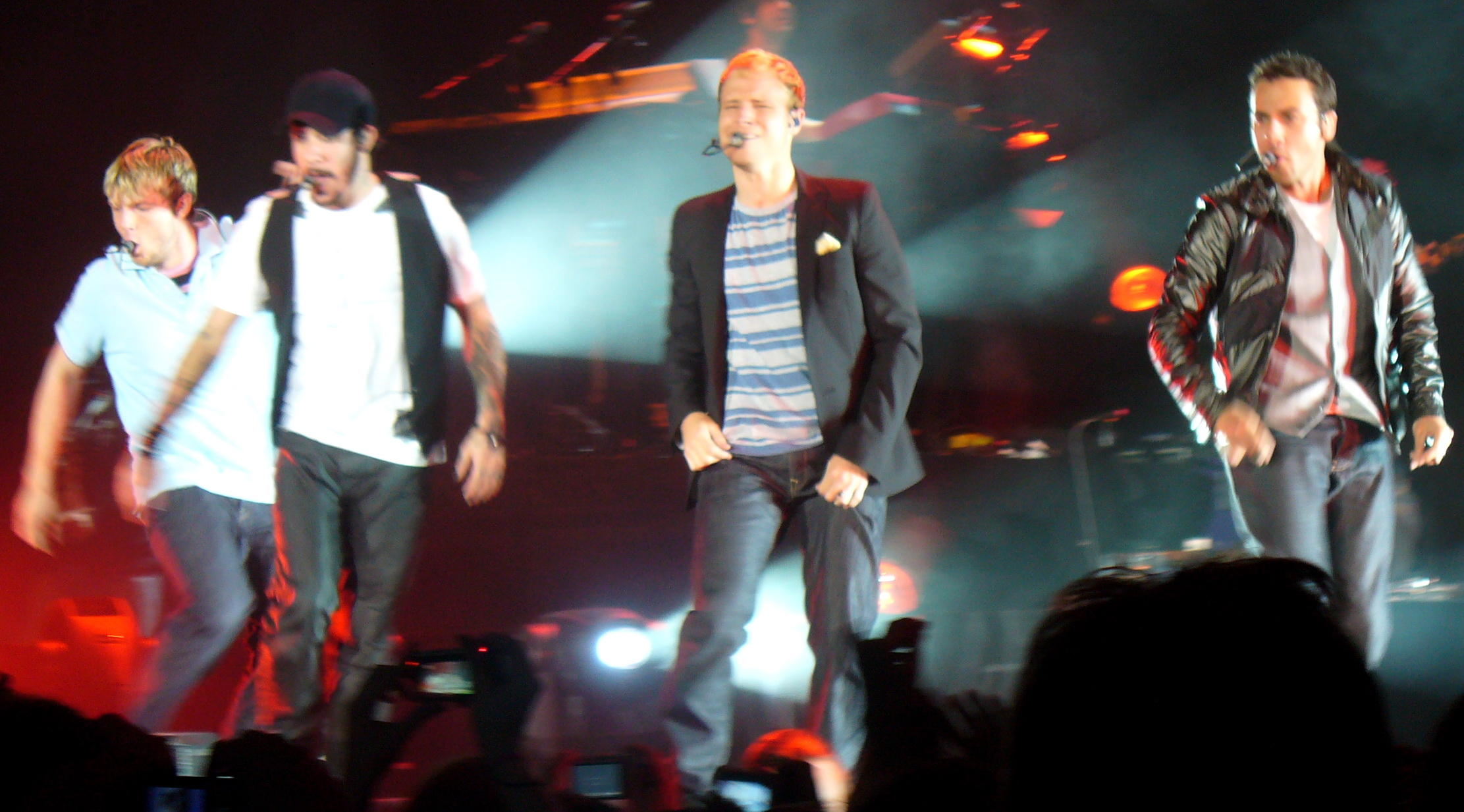
Con el cambio en la fecha de su lanzamiento, Blackout fue lanzado en los Estados Unidos el mismo día en que fueron lanzados en el país álbumes de estudio como Unbreakable de los Backstreet Boys.

Con ello, la fecha de lanzamiento definitiva de Blackout en los Estados Unidos, coincidió con la de otros álbumes de estudio que también se esperaba que recibieran una gran demanda en el país. El principal de ellos era Long Road Out of Eden, el séptimo álbum de estudio de los Eagles, que sería lanzado después de un extenso período de 28 años desde el lanzamiento del sexto álbum de estudio de la banda. Otro de ellos era Unbreakable de los Backstreet Boys, la banda de chicos con la que Spears se disputaba liderar los rankings musicales a finales de los 90s. Solo dos días después, Jive Records confirmó el listado de canciones de Blackout y reveló información sobre sus compositores y productores. Finalmente, pese a las pronunciadas desavenencias de la imagen de Britney Spears y a las circunstancias desfavorables que condujeron a alterar los planes originales de Jive Records, Blackout fue lanzado y varios medios de la industria enfocaron su atención en él. Por su parte, la revista Billboard realizó una encuesta en la que el cuantioso 83% de los 6.519 lectores que votaron, afirmaron ya estar escuchando a Blackout, a solo un día de su lanzamiento.

## Producción

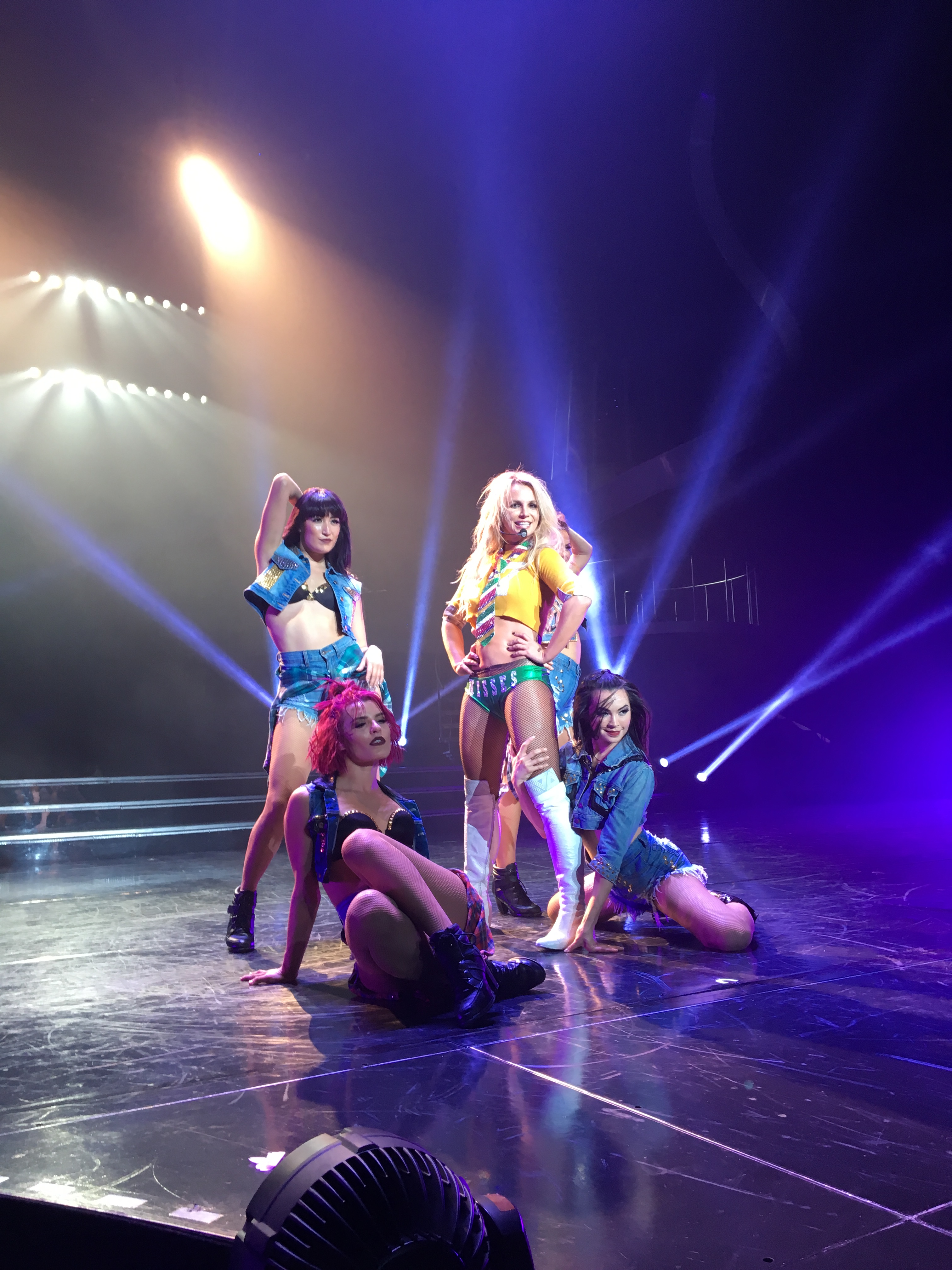
Spears en su residencia Britney: Piece of Me durante «Gimme More», en julio de 2016.

La mayor parte de Blackout fue respaldada por el productor estadounidense Nate "Danja" Hills, quien cobró prestigio en el año 2006, tras producir junto a Timbaland prácticamente la totalidad de los exitosos álbumes de estudio Loose de Nelly Furtado y FutureSex/LoveSounds de Justin Timberlake. Por su parte, en Blackout sus producciones incluyeron a dos de sus tres sencillos: "Gimme More" y "Break the Ice".
Paralelamente, otra buena parte de este, entre la que se incluye a "Piece of Me" y "Radar", fue producida por el dúo sueco Bloodshy & Avant, el que volvió a trabajar nuevamente con Britney Spears, luego de haber producido en años anteriores a su exitoso sencillo ganador de un Grammy, "Toxic". Aunque Bloodshy & Avant se alzó como uno de los productores principales de Blackout, algunas de las canciones que respaldó el dúo también fueron coproducidas por el equipo estadounidense The Clutch y, en el caso de solo una de ellas, por Sean Garrett.
En el resto de los créditos de producción de este, figuraron la prestigiosa letrista, compositora y productora estadounidense Kara DioGuardi, quien produjo una canción con el dúo electrónico Freescha y otra con el productor hip-hop Fredwreck. Además de ellos, Blackout también involucró al experimentado dúo The Neptunes, el que volvió a ser acreditado en un álbum de estudio de Britney Spears, después de seis años de haber figurado en los créditos de Britney, su tercer álbum de estudio. Por su parte, J.R. Rotem, quien anticipó constantemente su trabajo, solo figuró como productor de uno de los bonus tracks de Blackout.
Además de los renombres prestigiosos que se vieron involucrados en la producción de Blackout, este también incluyó en sus créditos de escritura a otras grandes figuras. Entre ellas se encuentran la cantante Keri Hilson, el rapero T-Pain y uno de los miembros del equipo de producción Soul Diggaz: Corte Ellis; quienes trabajaron por primera vez con Spears.

## Música y letras
| Circus es un poco más ligero que Blackout. Creo que muchas de las canciones que hice en ese momento, estaba pasando por una fase muy oscura en mi vida, por lo que muchas de las canciones reflejan eso. [...] Sin embargo, son dos vibraciones totalmente diferentes. Blackout es un poco más oscuro, más vanguardista y un poco más urbano. —Spears comparando a Circus con Blackout. |

Danja declaró que el objetivo de Spears fue hacer un disco bailable y divertido con música uptempo de alta energía, diciendo: «Ella quería estar lejos de ser personal. Es divertido, es básico y no hay nada de malo en eso. Se trata de sentirse bien, celebrando la condición de mujer.» El álbum abre con el primer sencillo, «Gimme More», una canción dance pop optimista con influencias de música electrónica y funk. La canción comienza con una introducción hablada en la que Spears dice la línea It's Britney, bitch —«Es Britney, perra»—. La letra parece ser sobre el baile y el sexo, aunque es realmente acerca de la fascinación de los medios de comunicación con su vida privada, como se señala en las líneas Cameras are flashin' while we're dirty dancin' / They keep watchin', keep watchin' —«Las cámaras nos enfocan mientras bailamos sucio / Ellos siguen mirando, siguen mirando»—. La siguiente canción y segundo sencillo, «Piece of Me», es de género electro y se ejecuta a través de un ritmo bailable moderadamente lento. Se compone de distorsiones vocales pronunciadas, causando un efecto de sonido que dificulta distinguir si se trata o no de la voz de Spears. Su letra habla sobre la fama y está escrita como una biografía que relata contundentemente las desgracias de Spears, la que es cantada de manera casi hablada. La tercera pista del álbum, «Radar», es una canción electropop y synth pop que cuenta con sintetizadores distorsionados emulando pulsos de sonar, que recibió comparaciones con los de «Tainted Love» (1981) de Soft Cell. En la letra, Spears se pregunta si un hombre sabe sobre su atracción, mientras enumera las cualidades de él.

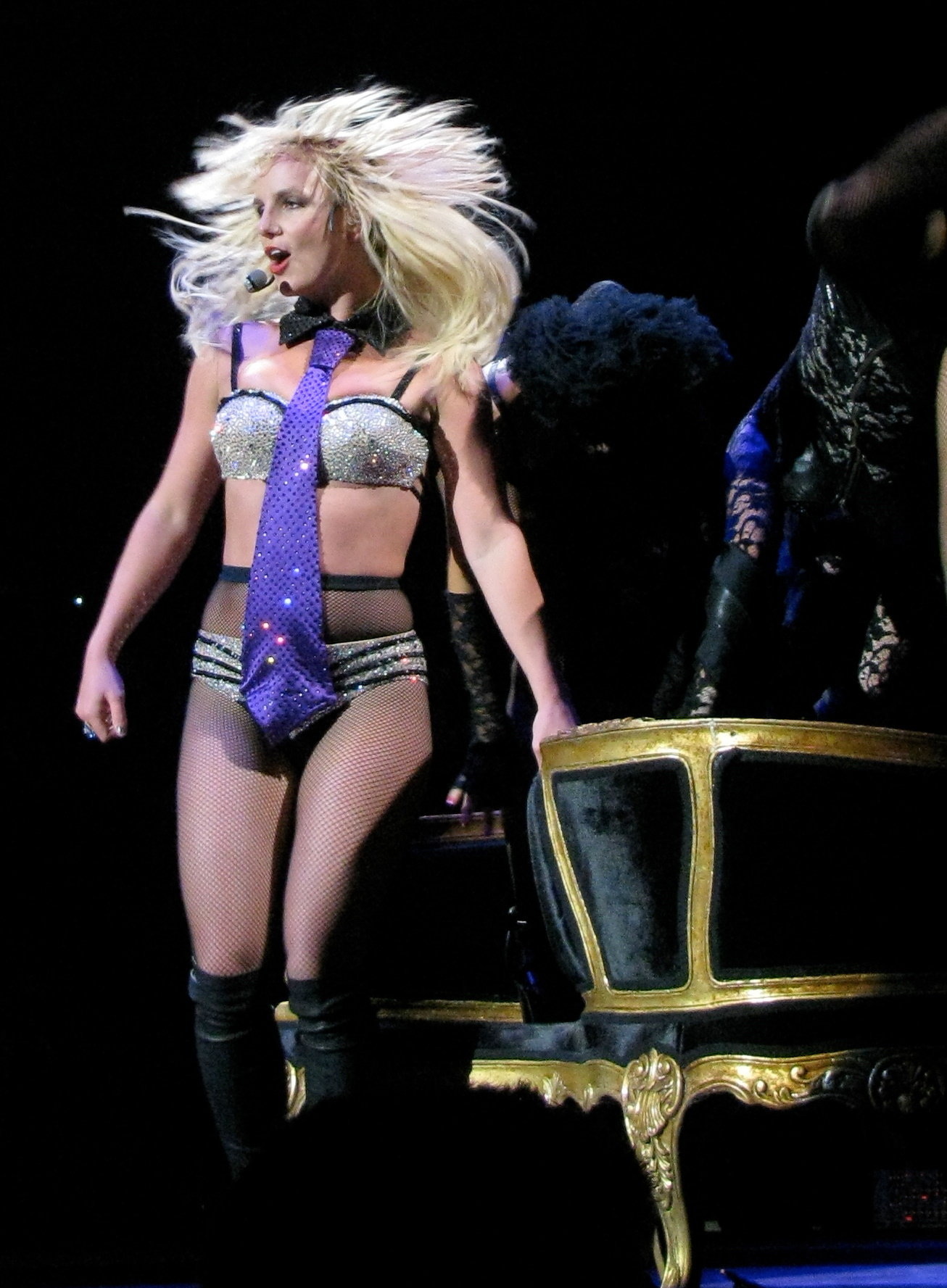
Spears interpretando «Freakshow», en su gira The Circus Starring: Britney Spears (2009).

La cuarta pista y tercer sencillo, «Break the Ice», es una canción electro-R&B, con influencias de los géneros rave y crunk que comienza con Spears cantando las líneas It's been a while. I know I shouldn't keep you waiting, but I'm here now —«Ha pasado un tiempo. Sé que no debí haberte hecho esperar, pero ahora estoy aquí»—. La canción cuenta con un coro y Keri Hilson haciendo respaldos vocales que suena casi como un dueto. Hilson explicó que la canción se trata de «dos personas, una chica y un chico, [...] y la chica está diciendo: 'Estás un poco frío. Déjame calentar las cosas y romper el hielo'». Después del coro, el puente comienza con Spears diciendo I like this part —«Me gusta esta parte»—, imitando a Janet Jackson en «Nasty» (1986). La quinta pista, «Heaven on Earth», es una canción eurodisco de amor con influencias de new wave. Está inspirada en «I Feel Love» (1977) de Donna Summer, con tres líneas vocales que tienen lugar sobre el ritmo.  Nicole Morier comentó que fue escrita desde un lugar muy oscuro, diciendo: «estaba pensando en alguien y creyendo que eran tan perfecto y que tengo todas estas imperfecciones. [...] Creo que lo que fue conmovedor al respecto es que es desde la perspectiva de alguien que siente como que realmente necesitan esta persona sólo para sentirse seguro y sentirse bien.» Spears nombró a la canción su favorita de Blackout. La sexta pista, «Get Naked (I Got a Plan)», es una canción R&B uptempo sobre el sexo. Se construye como un dueto entre Spears y Danja, que canta el coro con su voz distorsionada para sonar como un gemido en descomposición. Spears aporta una serie de jadeos, suspiros y cantos y su voz también se distorsiona. La séptima pista, «Freakshow», está construida en torno al efecto tambaleante de dubstep. Spears canta sobre el baile y estar en el centro de atención en letras tales como Make them other chicks so mad / I'm about to shake my ass / Snatch that boy so fast —«Haz que las otras chicas enloquezcan / Estoy a punto de sacudir el trasero / Arrebata a ese chico tan rápido»—. Durante el puente, su voz baja de tono, lo cual la hace sonar masculina.
La octava pista, «Toy Soldier», es una canción dance pop que se asemeja a «Lose My Breath» (2004) de Destiny's Child y muestra un redoble de tambor militar y Spears cantando acerca de la necesidad de un nuevo amante. En «Hot as Ice», una canción con respaldos vocales de T-Pain, Spears canta en un registro vocal más alto, I'm just a girl with the ability to drive a man crazy / Make him call me 'mama', make him my new baby. —«Soy sólo una chica con la habilidad para enloquecer a un hombre. Haz que me llame mamá. Hazlo mi nuevo bebé.»— La décima pista, «Ooh Ooh Baby», contiene una guitarra flamenca y combina el ritmo de «Rock and Roll» (1972) de Gary Glitter y la melodía de «Happy Together» (1967) de The Turtles. En la letra, Spears canta a un amante, Touch me and I come alive / I can feel you on my lips / I can feel you deep inside. —«Tócame y salgo viva. Puedo sentirte en mis labios. Puedo sentirte muy dentro.»— Kara DioGuardi dijo que se inspiró en la relación entre Spears y su primer hijo en el estudio, al decir, «Los veía a los dos, la forma en que se miraron entre sí y la forma en que ella sostenía al bebé. En cierto modo me pareció interesante. A veces sería sobre un niño, a veces sobre un amante.» «Perfect Lover» tiene un ritmo estrepitoso propulsivo de danza del vientre, en la que Spears canta letras tales como Tick-tock / Tick-tock / Come and get me while I'm hot. —«Tic Tac. Tic Tac. Ven por mí mientras estoy caliente.»— La duodécima pista es «Why Should I Be Sad», una canción de ritmo medio y dirigida a su exesposo, Kevin Federline. Una de las pistas adicionales, «Everybody», contiene un sample de «Sweet Dreams (Are Made of This)» (1983) de Eurythmics. Cuenta con Spears cantando sobre la pista de baile en un registro vocal inferior entrecortado.

## Promoción

### Sencillos

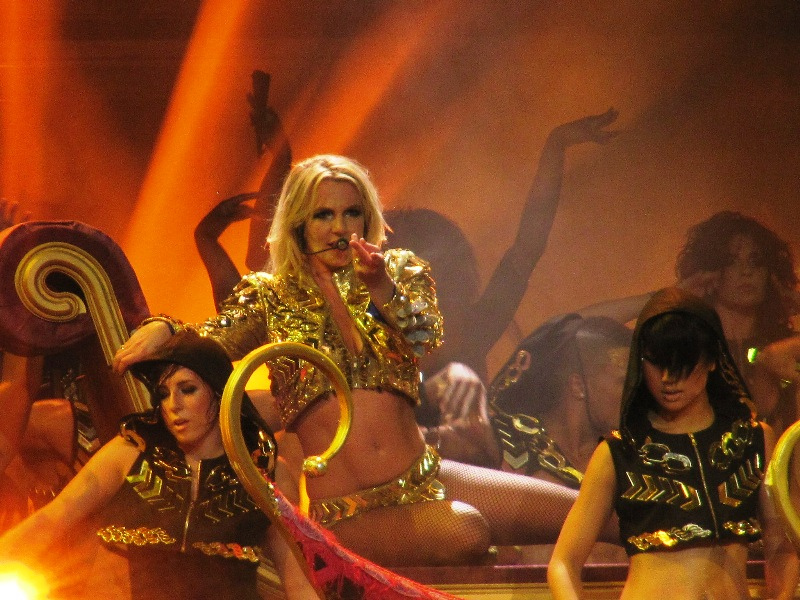
Spears interpretando «Gimme More» en su gira Femme Fatale Tour (2011).

«Gimme More» fue el primer sencillo de Blackout. Su estreno fue realizado el 30 de agosto de 2007 en la radio Z100 de Nueva York. A esta le siguieron las fechas de sus lanzamientos radiales, digitales y materiales alrededor del mundo, los cuales fueron realizados durante el último trimestre del año 2007, en el que representó el regreso de Britney Spears a la industria musical, luego de un período de entre dos años y tres desde que la cantante no lanzaba a una canción. Con ello, «Gimme More» se convirtió en el décimo séptimo y en el décimo noveno sencillo de Britney Spears en países como los Estados Unidos y el Reino Unido, respectivamente, y en el primer sencillo de la cantante coescrito por Keri Hilson y producido por Nate "Danja" Hills.
Su video musical fue dirigido por el hasta entonces desconocido Jake Sarfaty, quien fue escogido por la propia Spears. Las escenas de este muestran a una versión estríper y morena de la cantante, realizando un baile del caño en un club nocturno. Dado que algunas de ellas muestran los senos de la cantante casi al descubierto, sectores conservadores criticaron a la cantante por exponerse de tal forma siendo madre. Por su parte, los esfuerzos de Britney Spears para reclamar su estatuto de símbolo sexual a través del video musical causaron opiniones diversas entre sus seguidores, quienes no esperaban un video musical tan sencillo.
Pese a la polémica presentación de Spears en los MTV Video Music Awards 2007, «Gimme More» se convirtió en un éxito N.º 1 en Canadá, y en un top 10 instantáneo en Alemania, Australia, los Estados Unidos, Francia, el Reino Unido y Europa. De manera particular, llegó al N.º 3 del Billboard Hot 100, la principal lista musical de canciones de Estados Unidos, donde se alzó como el entonces segundo sencillo mejor posicionado de Spears; ello, después de más de ocho años desde que la cantante alcanzó la posición N.º 1 de la misma con su sencillo debut, «...Baby One More Time». Tras ello, «Gimme More» recibió la certificación de platino de la RIAA, la que acreditó la venta de un millón de descargas digitales en el país. En suma, sus ventas mundiales ascendieron a más de 3 millones de copias, las cuales le convirtieron en el sencillo más exitoso de Blackout y en uno de los sencillos más exitosos del año 2007.

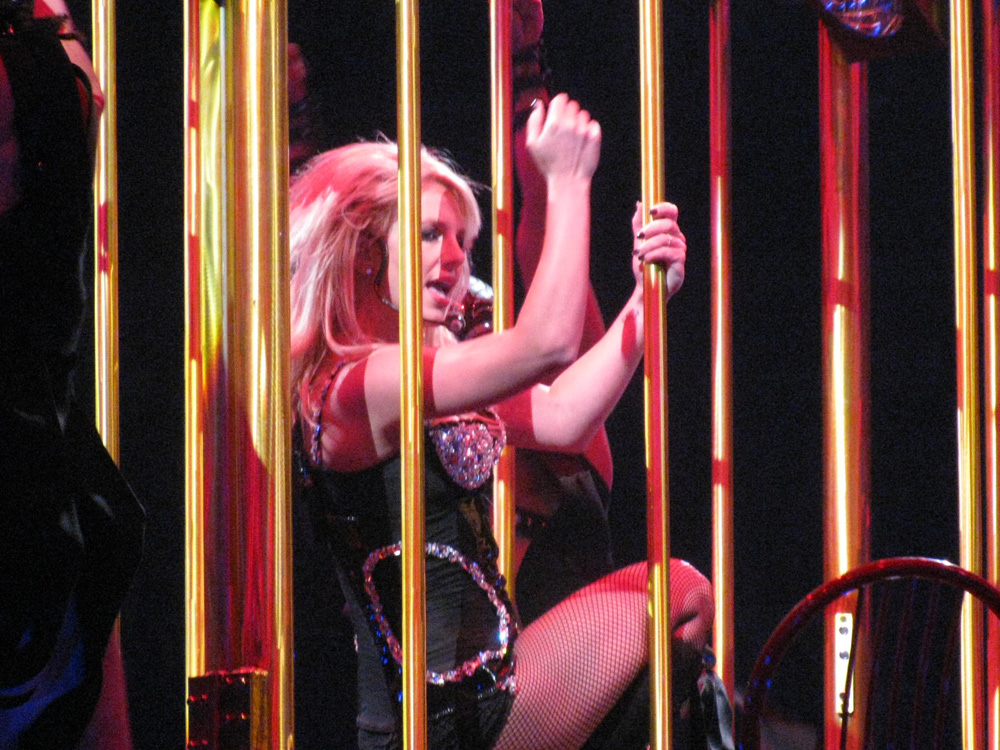
Britney Spears interpretando «Piece of Me» durante uno de los espectáculos de su gira The Circus Starring: Britney Spears (2009).

«Piece of Me» fue el segundo sencillo de Blackout. Sus lanzamientos fueron realizados a finales de 2007 y durante el primer cuatrimestre de 2008. Con ello, «Piece of Me» se convirtió en el cuarto sencillo de la cantante producido por el dúo Bloodshy & Avant, el que además de «Toxic», produjo a los sencillos «My Prerogative» y «Do Somethin'» del álbum recopilatorio Greatest Hits: My Prerogative.
Su video musical fue dirigido por Wayne Isham, quien en el año 2001 dirigió el video musical de «I'm Not a Girl, Not Yet a Woman» para la cantante. La línea de historia de este muestra al acoso constante al que se ve sometida Spears por los paparazzi. Antes de su estreno, se llevó a cabo el concurso Britney Spears Wants a Piece of You, en el que los seguidores de la cantante crearon sus propios videos musicales de «Piece of Me», de los cuales el ganador fue escogido por MTV, Jive Records y la propia Spears, y transmitido en el programa Total Request Live. Por su parte, el video musical oficial de «Piece of Me» disfrutó de una elevada recepción crítica y comercial, lo que posteriormente le llevó a ganar tres categorías en los MTV Video Music Awards 2008, incluyendo Video del Año.
Con el respaldo de los elogios de los críticos y con el impacto de su video musical, en el año 2008 «Piece of Me» se alzó como el séptimo éxito N.º 1 de Britney Spears en Irlanda, y como un sólido top 10 en diversos mercados importantes de la industria musical, incluyendo a Alemania, Australia, Canadá, el Reino Unido y, a nivel continental, Europa. Su considerable éxito en dicho continente, le llevó a registrar uno de sus mayores logros comerciales en el ranking británico UK Singles Chart, donde se alzó como el sencillo mejor posicionado de Blackout, luego de alcanzar su posición N.º 2. El mismo logro registró en el ranking australiano Top 50 Singles de ARIA Charts, donde solo "Bleeding Love" de Leona Lewis le impidió debutar como un éxito N.º 1. Tras ello, «Piece of Me» fue certificado de Platino por la ARIA, a modo de acreditación de elevadas ventas legales de 70 mil copias en Australia. En el mismo año, este recibió certificaciones similares por sus ventas, por las respectivas organizaciones musicales de países como Dinamarca, Suecia y Nueva Zelanda.
Pese a que en los Estados Unidos «Piece of Me» no registró niveles mayores de rotación en las radios, este vendió cantidades considerables de descargas digitales en el país y fue altamente rotado en los clubes bailables del mismo. Gracias a esto último, "Piece of Me" se alzó como el segundo éxito N.º 1 consecutivo de Blackout en el ranking Dance/Club Play Songs y, gracias a sus ventas, alcanzó la posición N.º 18 de la Billboard Hot 100. Tras ello, al igual que «Gimme More», este recibió la certificación de Platino de la RIAA, a modo de acreditación de ventas legales de 1 millón de descargas digitales. No obstante, según Nielsen SoundScan, hasta julio de 2016, «Piece of Me» había vendido 1,9 millones de descargas digitales en los Estados Unidos, siendo el sencillo más vendido de Blackout en el país.

El anime japonés fue una de las dos inspiraciones detrás del video musical de «Break the Ice».

«Break the Ice» fue el tercer y último sencillo de Blackout. Sus lanzamientos fueron realizados durante el segundo cuatrimestre del año 2008, en un período en el que se convirtió en el segundo sencillo de Spears coescrito por Keri Hilson y producido por Danja, después de «Gimme More». Por su parte, los críticos le dieron una buena recepción. Uno de ellos fue Nick Levine, del sitio web Digital Spy, quien le citó como la tercera «gema pop» lanzada de manera consecutiva, después de «Gimme More» y «Piece of Me». Respecto a estos, le describió como una «atmósfera más acelerada y sobresaltada», que combina los estilos electro y rhythm and blues, y citó aprobativamente la robotización de la voz de Spears.
Su video musical fue dirigido por el diseñador gráfico y director británico Robert Hales, quien trabajó por primera vez con la cantante. Este fue el primer video animado de Spears, por iniciativa de ella misma. Su línea de historia se inspiró en el anime japonés y en el video musical de «Toxic», y muestra a una versión heroína de la cantante enfrentando a sus enemigos en una ciudad futurista, donde busca destruir a su clon. Su estreno fue realizado el jueves 13 de marzo de 2008, en el sitio web BlackoutBall.com, el que fue creado especialmente para ello y destruido tiempo después. Tras su publicación en YouTube, este recibió visualizaciones millonarias.
Con todo, «Break the Ice» se convirtió en un nuevo éxito top 10 de Spears —y en el tercer y último consecutivo de Blackout— en mercados como Canadá, Finlandia e Irlanda. Por otro lado, se convirtió en un top 20 en mercados europeos como Suecia, el Reino Unido y Dinamarca, país nórdico donde además fue certificado como disco de oro por sus ventas elevadas. No obstante, no consiguió convertirse en tal en varios mercados importantes de la industria, incluyendo a Alemania y Australia. Otro de ellos fue Estados Unidos, donde alcanzó la posición número cuarenta y tres del ranking de canciones Billboard Hot 100, el más importante del país. Pese a su desempeño modesto, este convirtió a Blackout en el primer álbum de Spears con tres éxitos número uno en el ranking de discotecas Dance/Club Play Songs de Billboard. En suna, de acuerdo a Nielsen SoundScan, «Break the Ice» vendió alrededor de seiscientas ochenta y ocho mil descargas en Estados Unidos, hasta el viernes 30 de julio de 2010.

### Presentación
Luego de numerosos rumores, el 6 de septiembre de 2007, la cadena de televisión por cable MTV, confirmó que Spears realizaría una presentación tres días después en la apertura de los MTV Video Music Awards 2007, los cuales se llevarían a cabo en la ciudad estadounidense de Las Vegas. En ella, con la ayuda del ilusionista Criss Angel, la cantante interpretaría a un medley de «Gimme More», la que había sido lanzada el 30 de agosto de 2007 en las radios, y «Cry», una supuesta canción inédita.
Pese a que la apertura de los MTV Video Music Awards 2007 estaba destinada a marcar el regreso de Spears, esta fue universalmente criticada.
Dado que Spears causó grandes revuelos con sus presentaciones en los MTV Video Music Awards de 2000, 2001 y 2003; el anuncio de su presentación en la entrega de 2007 llamó, inmediatamente, la atención de la audiencia y los medios. La situación fue aprovechada por MTV, el que publicitó, ampliamanete, la presentación de la cantante, catalogándola como su «regreso» a la industria musical. Al respecto, Jesse Ignjatovic, el productor ejecutivo de los Video Music Awards, sostuvo:

Creo que, mirando hacia atrás, hemos tenido una gran historia con Britney Spears. Algunas de las presentaciones televisivas más grandes de su carrera, han sido en los VMAs. Afortunadamente, ella está muy contenta con presentarse. En lo personal, quería iniciar la presentación de una manera muy grande y espectacular, y ella es la única capaz de hacerlo. Va a cautivar a todo el mundo y establecerá el tono para el resto de la noche. No hay nadie mejor que ella. Puedo asegurar que todas las cosas que quieres y esperas de Britney estarán allí. Lo que he visto es genial. Va a bailar, actuar y, en definitiva, hacer lo suyo. Eso es exactamente lo que todos queremos. Los aficionados que ya están familiarizados con sus presentaciones en los VMAs de años anteriores, no se decepcionarán.
Jesse Ignjatovic

Tras los innumerables anticipos, el 9 de septiembre de 2007 se llevaron a cabo los MTV Video Music Awards y Spears se presentó en el Pearl Concert Theater del Palms Casino Resort de Las Vegas, como había sido anunciado. Al comienzo de la presentación, la cantante interpretó unas líneas de «Trouble», del cantante Elvis Presley, para posteriormente interpretar «Gimme More». Ello, vestida con botas negras y un bikini negro con lentejuelas, a modo de bailarina de estriptis, y rodeada por un grupo de bailarines de ambos sexos. No obstante, durante la presentación, Spears se mostró confundida y sin interés en continuar, además del uso de playback y su coreografía deficiente.
La crítica en general dio opiniones negativas a la presentación, catalogándola de «desastrosa». David Willis, de la compañía británica BBC, sostuvo que esta quedaría en los registros como una de las peores presentaciones en la historia de los MTV Video Music Awards. El mismo medio sostuvo que la cantante parecía «fuera de sí» y que dio la impresión de que perdió, completamente, su habilidad de hacer playback. Por su parte, Jeff Leeds, del periódico estadounidense The New York Times, catalogó a la presentación como un «fiasco» y sostuvo que nadie estaba preparado para ver a una Britney Spears «apática», tambaleándose mientras bailaba y pronunciando palabras solo de manera ocasional, en un intento fallido de playback. Años más tarde, la revista Billboard la catalogó como uno de los diez momentos «más locos» de los MTV Video Music Awards.
Por su parte, los admiradores de Spears defendieron a la cantante señalando que la presentación había sido originalmente planeanda con el mago Criss Angel, con una gran cantidad de espejos y espejismos, y que había sido rechazada a último minuto por los organizadores del evento.

## Recepción crítica
En términos generales, varios editores musicales sostuvieron que Blackout era un álbum de estudio «fácil de elogiar», debido a que este estaba muy por sobre las expectativas pesimistas. Ello, dado a los problemas mediáticos de la cantante, los cuales hicieron creer, erróneamente, que ella no sería capaz de ofrecer un buen material. Por su parte, Stephen Thomas Erlewine, del portal web Allmusic, sostuvo que Blackout se mantenía mejor unido que cualquier álbum de estudio anterior de la cantante. Señaló que aunque hacía eco del «sentir elegante» de In the Zone, centrado en los clubes nocturnos, Blackout estaba más basado en el hedonismo que su predecesor. Ello, dado a su despoje de baladas y a su deleit de momentos «sucios». En suma, el editor catalogó a Blackout como una «colección fresca, elegante, brillante y adictiva de canciones bailables», respaldada por productores de primera clase, que ayudaron a crear un álbum de estudio que reunió a lo «elegante y sexy» de Good Girl Gone Bad de Rihanna, y al «glacial robo-R&B» de FutureSex/LoveSounds de Justin Timberlake.

Alexis Petridis, de The Guardian, catalogó a Blackout como un álbum de estudio «fantástico» y lo evaluó con.

De manera adicional, el editor musical Nick Levine, del sitio web Digital Spy, señaló que Blackout era el álbum de estudio «más bailable, moderno y emocionante» que Britney Spears había hecho hasta entonces. Paralelamente, Alexis Petridis, el principal crítico de rock y pop del periódico británico The Guardian, lo llamó «fantástico», tras señalar que este «liberaba un torrente de sintetizadores ferozmente distorsionados». Por su parte, Melissa Maerz, de la revista estadounidense Rolling Stone, señaló que en Blackout la cantante expresaba, por primera vez en su carrera, una idea real acerca de lo que era su vida. Tras ello, la revista escogió a este como el 50.º mejor álbum del año 2007 y señaló que Blackout seguramente sería recordado como un «monumento de la trastornada amoralidad tecno-pop».
Yendo más lejos entre elogios similares, el editor musical Dave De Sylvia, del sitio web Sputnikmusic, se preguntó si Blackout definitivamente marcaba el retorno real de Britney Spears a la industria musical, o si solo era una excusa para otra parte; la que efectivamente llegó en el año 2008 con Circus. Pese a los elogios, Blackout también contó con revisiones negativas, basadas en la manipulación electrónica de la voz de la cantante, la que la hizo sonar de manera robótica. Al respecto, Jim Farber, del periódico neoyorquino Daily News, señaló despectivamente que, en términos de «engaños de estudio», Paris de Paris Hilton era prácticamente un unplugged comparado a Blackout; además de ello, señaló que «si una muñeca inflable de sexo pudiese cantar, así es como sonaría», refiriéndose a Britney Spears. Por otro lado, OMFG Music lo enlistó como uno de los diez álbumes de la generación contemporánea.

## Desempeño comercial
Pese a que Blackout contó con una buena recepción crítica y a que debutó en las primeras posiciones de numerosos rankings de ventas semanales de álbumes de alrededor del mundo, este no logró devolverle a Spears el apogeo comercial del que disfrutó a comienzos de su carrera. Ello, producto de su casi nula promoción, de las desavenencias de la imagen de la cantante, quien continuaba siendo sobreexpuesta por sus problemas personales por los medios, y de la disminución anual progresiva que sufrió la demanda de álbumes en la industria musical de la primera década del siglo XXI. Con todo, Blackout registró ventas legales estimadas en más de 2,3 millones de copias a nivel mundial, de las cuales las copias vendidas solo en sus dos primeros meses, le convirtieron en el 32.º álbum más vendido alrededor del mundo en el año 2007, según la asociación musical IFPI. En suma, la modesta recepción comercial de Blackout fue opacada por el enorme éxito comercial que registraron los cuatro primeros álbumes de estudio de la cantante: ...Baby One More Time, Oops!... I Did It Again, Britney e In the Zone, los cuales registraron ventas legales estimadas en 22, 17, 9 y 6 millones de copias alrededor del mundo, respectivamente. Con todo, Blackout se convirtió en el segundo álbum de estudio de menor éxito comercial de Britney Spears (el primero vendría siendo Britney Jean).
De manera particular, en América Anglosajona Blackout debutó como un éxito número uno en ventas en Canadá, donde se convirtió en el cuarto álbum de estudio de la cantante que consiguió debutar como tal y en el primero que lo hizo después de seis largos años desde que lo había hecho el último de ellos: Britney (2001). Tras su debut, en el mes de noviembre de 2007, Blackout recibió la certificación de disco de platino de la asociación CRIA, la que acreditó ventas legales de 100 mil copias en Canadá. Por su parte, en los Estados Unidos, el mercado de música más grande a nivel mundial, Blackout debutó como un éxito número dos en la lista Billboard 200, tras un cambio de políticas realizado a último minuto por Billboard, la revista responsable de elaborar y publicar los principales rankings musicales del país, en base al sistema de información Nielsen SoundScan. Aunque con ello Blackout se convirtió en el primer álbum de estudio de Spears que no debutó en el número uno en los Estados Unidos, de no haberse realizado dicho cambio de políticas, este sí habría debutado como tal. Paralelamente, en América Latina Blackout también consiguió registrar un par de logros comerciales. En México, el álbum se convirtió en un éxito número dos en ventas, tras no poder superar a Sino, de la banda mexicana Café Tacvba. Por su parte, en Brasil este recibió la certificación de disco de oro por la asociación ABPD, la que acreditó ventas legales de 50 mil copias en el país.

En el año 2007 Blackout fue certificado tres veces de Platino por la NFPF, en Rusia, donde le fueron acreditadas cuantiosas ventas legales de 60 mil copias.

En Europa Blackout debutó como un éxito N.º 1 en ventas a nivel continental, tras superar, por poco, al debut de Long Road Out of Eden de los Eagles. Por su parte, dicho debut de Blackout se debió a que este debutó como un éxito N.º 1 en ventas en Irlanda, y como un contundente éxito top 10 en Alemania, Austria, Dinamarca, Francia, Italia, Portugal, el Reino Unido y Suiza; mismo rango que también alcanzó en la región de Valonia de Bélgica. De manera particular, en el Reino Unido, el mercado de música más grande de Europa, Blackout debutó como un éxito N.º 2 en ventas, tras vender 42 mil copias en su primera semana en el país. Ello, luego de ser superado solo por Long Road Out of Eden de los Eagles, el que la misma semana del debut de Blackout, debutó como un sólido éxito N.º 1 en ventas, tras vender 134,4 mil copias en su primera semana en el Reino Unido. Tras ello, Blackout recibió la certificación de platino de la asociación BPI, la que acreditó ventas legales de 300 mil copias en el país. El mismo nivel de certificación recibió por parte de la SNEP, de Francia, donde le fueron acreditadas ventas de 75 mil copias. No obstante, en la mayoría del resto de los países europeos, sus modestas ventas no consiguieron ser certificadas, lo que provocó que, por primera vez, un álbum de estudio de Britney Spears no consiguió ser certificado a nivel continental por la IFPI. Ello, dado que sus ventas legales en Europa no alcanzaron el millón de copias.
Por su parte, en Asia Blackout también registró un par de logros comerciales. Ello quedó de manifiesto en Japón, el segundo mercado de música más grande a nivel mundial, donde se convirtió en un éxito N.º 4 en ventas, de acuerdo a la empresa Oricon, y donde recibió la certificación de Oro de la RIAJ, a modo de acreditación de elevadas ventas legales de 100 mil copias en el país. Paralelamente, en el año 2007, Blackout fue certificado tres veces de Platino por la asociación NFPF, en Rusia. Ello, tras vender cuantiosas 60 mil copias en el país transcontinental, las cuales, hoy en día, le alzan como el álbum de estudio de Britney Spears con mayores niveles de ventas certificadas por la NFPF, desde que esta comenzó a brindar certificaciones internacionales en el año 2003. Por su parte, en Oceanía Blackout debutó como un éxito N.º 3 en ventas en Australia, el mercado de música más grande del continente, y N.º 8 en Nueva Zelanda. Ello, pese a que, al igual que en los Estados Unidos y el Reino Unido, en Australia su debut se vio opacado por el de Long Road Out of Eden de los Eagles. Aun así, Blackout recibió la certificación de Platino de la ARIA en dicho país, donde le fueron acreditadas elevadas ventas legales de 70 mil copias.
Estados Unidos
En los Estados Unidos Blackout vendió 124 mil copias el 30 de octubre de 2007, el día de su lanzamiento en el país. Estas equivalieron a más del doble de las 49 mil copias vendidas aquel día por el segundo álbum de estudio de la cantante Carrie Underwood, Carnival Ride, el que se alzó como el segundo álbum más vendido aquel día en el país. Ello hizo prever, anticipadamente, que Blackout debutaría en la posición N.º 1 de la Billboard 200, el principal ranking semanal de ventas de álbumes de los Estados Unidos. Por su parte, las estimaciones de la compañía Zomba Label Group, indicaban que Blackout vendería entre 330 y 350 mil copias en su primera semana en el país.
No obstante, ese mismo día, en los Estados Unidos también fue lanzado el álbum de estudio Long Road Out of Eden de los Eagles, el que en el país solo estuvo disponible en Walmart, la tienda retail más grande de la nación. Dado que, hasta entonces, Walmart no facilitaba información sobre sus ventas a Nielsen SoundScan, Long Road Out of Eden solo tenía la posibilidad de figurar en el ranking semanal Comprehensive Albums de la revista Billboard. Ello, considerando que una de las políticas de entonces de esta última, era que los álbumes vendidos en una única tienda retail como Walmart, no tenían derecho a figurar en rankings como la Billboard 200. Pese a todo, el martes 6 de noviembre de 2007, se abolió dicha política y Geoff Mayfield, el entonces director de los rankings de la revista, sostuvo al respecto:

Sabemos que algunas retails se sentirán incómodas con esta política, pero era inevitable que los rankings de Billboard, en última instancia, ampliaran sus parámetros para reflejar los cambios que se están desarrollando en la distribución de música. Hubiéramos preferido tomar esta decisión antes, pero sólo en las últimas 24 horas se tuvo conocimiento de que Walmart estaría dispuesta a compartir los datos de Long Road Out of Eden con Nielsen SoundScan.
Geoff Mayfield

La semana del debut de Blackout, Long Road Out of Eden de los Eagles debutó en la posición N.º 1 de la Billboard 200, el principal ranking semanal de ventas de álbumes de los Estados Unidos.

Tras la abolición de dicha política, la semana del 17 de noviembre de 2007, Blackout debutó y marcó su peak en la posición N.º 2 de la Billboard 200. Ello, luego de vender 290 mil copias en su primera semana en los Estados Unidos y luego de ser superado por Long Road Out of Eden, el que debutó como un éxito N.º 1 en el ranking, con elevadas ventas legales de 711 mil copias en su primera semana en el país. Con ello, por primera y única vez en su carrera, Britney Spears no consiguió hacer debutar a uno de sus álbumes de estudio como un éxito N.º 1 en ventas en los Estados Unidos. Todo, pese a que, de no haberse abolido dicha política, Blackout habría debutado directamente en la posición N.º 1 de la Billboard 200; tal y como lo habían ido anunciando los medios, tras su lanzamiento. Aun así, con Blackout Britney Spears se alzó como la primera cantante en la historia de los rankings musicales de ventas de los Estados Unidos, que consiguió que sus cinco primeros álbumes de estudio debutaran en las posiciones N.º 1 y N.º 2 de la Billboard 200.
A la semana siguiente, Blackout descendió de la posición N.º 2 a la N.º 7 de la Billboard 200, luego de vender modestas 87 mil copias en su segunda semana en el país. Con ello el álbum registró la última instancia en la que se ubicó dentro del top 10 del ranking. Dado que en las semanas siguientes sus ventas decrecieron de manera considerable, Blackout solo permaneció durante un período de 32 semanas consecutivas en la Billboard 200, siendo la semana del 21 de junio de 2008 la última de ellas. No obstante, en el último trimestre del mismo año, este registró 2 re-ingresos en el ranking. El primero de ellos fue respaldado por las noticias referidas al triunfo del video musical de "Piece of Me" en los MTV Video Music Awards 2008. Por su parte, el segundo re-ingreso en cuestión, lo realizó la semana del 20 de diciembre de 2008, impulsado por el sólido debut de Circus en la posición N.º 1 de la Billboard 200. Finalmente, el 22 de junio de 2012 fue certificado disco de platino por la RIAA, brindándole a Spears un total de 34 millones de copias de álbumes certificadas por la asociación. Hasta principios de 2019, Blackout vendió un millón de copias en Estados Unidos.

## Controversias
Votación You'll Never See It My Way, Because You're Not Me

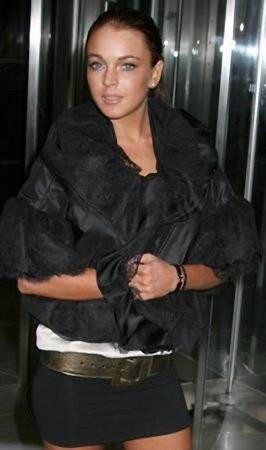
Lindsay Lohan fue objeto de burlas en la votación You'll Never See It My Way, Because You're Not Me.

El miércoles 13 de junio de 2007, Britney Spears abrió una votación en uno de sus sitios webs oficiales, BritneySpears.com, para elegir el título de su quinto álbum de estudio. Esta llevó por nombre, de manera desafiante, You'll Never See It My Way, Because You're Not Me y estuvo habilitada solo para los miembros del club de fanes oficial de la cantante. No obstante, la votación llamó la atención de los medios, al incorporar un título a través del cual Britney Spears se burló, explícitamente, de la actriz y cantante Lindsay Lohan. Ello, considerando que ambas habían sido fotografiadas junto a la celebridad Paris Hilton, en numerosas fiestas de clubes de Hollywood; lo que suponía una relación de amistad entre ellas. Sin embargo, para entonces las tres se encontraban involucradas en problemas con las drogas, el alcohol o sufriendo procesos judiciales. De manera específica, Lindsay Lohan para entonces se encontraba internada en una clínica de rehabilitación, por problemas con las drogas e intentos repetidos de suicidio.
Por su parte, la votación abarcó cinco títulos posibles: Omg is Like Lindsay Lohan Like Okay Like, What If the Joke is on You, Down Boy, Integrity y Dignity; los cuales podrían ser traducidos al idioma español como: Dios mio, o sea Lindsay Lohan, o sea okey, o sea; Qué pasaría si la broma fuera sobre ti; Sómetete, chico; Integridad y Dignidad; respectivamente. Como se señaló, el primero de ellos citó de forma explícita e irónica a Linsay Lohan; mientras que el segundo, What If the Joke is on You, hizo una referencia clara en lo que respectó a las ironías utilizadas por los medios para tratar a Britney Spears tras sus problemas personales. Por su parte, los últimos tres fueron títulos sugerentes al contenido del álbum. No obstante, el último de ellos, Dignity, fue descartado al instante por los medios y la audiencia, luego de ser homólogo al título del tercer álbum de estudio de la cantante estadounidense Hilary Duff, el que había sido lanzado el martes 20 de marzo de 2007 en Canadá y los Estados Unidos.
Pese a la controversia, Lindsay Lohan no se refirió al tema y, además, ninguno de los cinco títulos de la votación fue utilizado. Esto último quedó de manifiesto el viernes 5 de octubre de 2007, día en el que el sello Jive Records confirmó, a través de un comunicado de prensa, el título definitivo del quinto álbum de estudio de Britney Spears: Blackout.
Demanda contra Mario Lavandeira
El jueves 11 de octubre de 2007, Zomba Label Group, filial de la compañía Sony BMG Music Entertainment del cual depende Jive Records, el sello de Britney Spears, anunció que presentó una demanda civil contra Mario Lavandeira, el dueño del blog sensacionalista PerezHilton.com. Ello, luego de que este, especialista en el mundo del espectáculo, subiera, ilegalmente, demos y canciones de Blackout, cuyo listado de canciones aún no había sido anunciado por medios oficiales para entonces.
Al respecto, Zomba Label Group sostuvo que Mario Lavandeira subió, en su blog PerezHilton.com, al menos diez demos y canciones no finalizadas de Blackout. Ello contribuyó, en gran parte, a que la fecha de lanzamiento de este último fuera forzadamente adelantada dos semanas, respecto a la fecha original. Con ello, la fecha de lanzamiento definitiva de Blackout quedó establecida para el lunes 29 de octubre de 2007, en Europa, y para el martes 30 de octubre de 2007, en los Estados Unidos.
Cambio de políticas de Billboard
Una de las principales controversias que involucró a Blackout, fue un cambio de políticas de último minuto realizado el martes 6 de noviembre de 2007 por la revista Billboard, el que le impidió debutar como un éxito N.º 1 en el principal ranking semanal de ventas de álbumes de los Estados Unidos: la Billboard 200. Todo, pese a que la misma revista había anticipado, constantemente, que Blackout debutaría como tal. Ello se debió a que una de las políticas que había regido a Billboard hasta entonces, era que los álbumes que solo estuvieran disponibles a través de una tienda minorista en los Estados Unidos, no eran elegibles para figurar en la Billboard 200, pero sí tenían la posibilidad de figurar en el ranking Comprehensive Albums. Bajo dichas circunstancias, el martes 30 de octubre de 2007, fue lanzado en el país Long Road Out of Eden de los Eagles, el que fue vendido, única y exclusivamente, por la tienda minorista más grande de la nación: Walmart.

Un cambio de políticas realizado a último minuto por la revista Billboard, impidió a Blackout debutar como un éxito N.º 1 en ventas en la Billboard 200.

Pese a las circunstancias, el martes 6 de noviembre de 2007, Billboard abolió dicha política y al día siguiente dio a conocer la noticia a los medios. Ello, solo un día antes de publicar sus rankings completos, correspondientes a la semana del 17 de noviembre de 2007. Con la medida, Long Road Out of Eden debutó en la posición N.º 1 de la Billboard 200 y Blackout, el que habría debutado en dicha posición si no se habiese abolido en última instancia la política en cuestión, debutó en la posición N.º 2 del ranking. El acontecimiento llevó a que numerosos lectores de la revista, incluyendo a seguidores y no seguidores de Britney Spears, manifestaran su desaprobación a Billboard. Ello, catalogando al cambio de políticas como «imparcial», al parecer querer perjudicar a Britney Spears, quien con la medida, no consiguió adjudicarse la posición N.º 1 de la Billboard 200 con uno de sus álbumes de estudio, por primera vez en su carrera. Las numerosas quejas llevaron a que Fred Bronson, el periodista encargado de la sección de consultas Chart Beat Chat de Billboard, enfrentara las mismas y profundizara en el tema. Al respecto, sostuvo que el cambio en ningún caso se realizó para beneficiar a los Eagles o para perjudicar a Britney Spears, y citó a las palabras de Geoff Mayfield, el entonces Director de los Rankings y Analista Senior de Billboard:

Los seguidores de siempre de los rankings, saben que cuando Billboard implementa un cambio de políticas significativo, como el que le permitió a Long Road Out of Eden de los Eagles figurar en la Billboard 200, por lo general lo hace cuidadosamente, con el fin de no tomar por sorpresa a la industria musical.

La gente que verdaderamente nos estudia, sin duda se dio cuenta de que el lanzamiento de los rankings Comprehensive Albums y Comprehensive Music Videos de Billboard, en el año 2003, sentaron las bases para una transición que un día vería álbumes vendidos de manera exclusiva figurar en la Billboard 200.
Pero, ¿por qué ahora, cuando nisiquiera en el último número de la revista se ofreció una pista sobre lo que ocurre? Duro como podría ser de imaginar en un negocio que parece pequeño como la industria de la música, ni Billboard ni Nielsen SoundScan tenían una pista de que Walmart estaría dispuesta a brindar información sobre sus ofertas exclusivas, hasta el día después de que se cerró el seguimiento de ventas de la semana.
Al igual que muchos ejecutivos de ventas, tuvimos que mantenernos al margen de las ventas exclusivas de las retails e incorporar aquella información sólo en los rankings comprehensive, con el objetivo de mantener dichos datos en la confidencialidad. Resulta que Walmart y los artistas que habían hecho exclusivas con ésta, no eran tan aficionados a la Billboard 200 como yo. También estaba la posibilidad de que los consumidores y la prensa cubrieran masivamente la noticia, anunciando que el mejor álbum vendido por esta cadena que cotiza varios millones de dólares en la bolsa, había vendido más del doble de lo que vendió el Nº 1 de la Billboard 200.
Nunca en la historia Billboard se vio enfrentada a tal amenaza. Puede que The Limited Series de Garth Brooks, una exclusiva de Walmart, haya vendido más que Hypnotize de System of a Down, durante la semana de Acción de Gracias del año 2005, pero la prensa le prestó mucho menos atención a que haya sido este último el que debutó en la posición Nº 1 de la Billboard 200, de la atención que le prestó a la posibilidad de que Long Road Out of Eden de los Eagles fuera excluido de dicho ranking. Es así como, de pronto, parece anticuada una política que hizo mucho sentido en el año 1992 (referida a que los álbumes sean accesibles al por menor, para tener derecho a figurar en los rankings de Billboard).
También estábamos en un rincón incómodo. Si hubiésemos mantenido a Long Road Out of Eden al margen de la Billboard 200, habría parecido que Billboard no sólo estaba haciendo caso omiso del álbum con mayores ventas de la semana, sino también a una tendencia evidente que encuentra a artistas buscando opciones de venta fuera del modelo tradicional de los sellos discográficos. En cambio, si incuíamos a Long Road Out of Eden a última hora, los fans de Britney Spears asumirían que se estaba conspirando en contra de ella, para añadir un nuevo problema en un aparente sin fin de noticias desafortunadas. Atrapados en una situación sin salida, la única opción lógica era tomar una decisión en base al trasfondo periodístico. Si ya era previsible que en el futuro los álbumes vendidos de manera exclusiva serían incorporados a la Billboard 200, no se esperó más y se dio paso a ello, por el bien de un ranking más preciso.
Hemos leído y escuchado las quejas de los apasionados seguidores de Spears, y de las personas que están de su parte, referidas a que no era justo cambiar las reglas en medio del juego. Entiendo la denuncia, pero la simple verdad aquí, es que no estamos hablando de béisbol, fútbol o tenis, por lo que la analogía va demasiado lejos. Si hubiéramos esperado hasta enero de 2008 para hacer el cambio, como el presidente de un sello discográfico opinó que debería haber sido, el tema del ranking siempre habría quedado bajo la nube de que Blackout fue Nº 1 en la Billboard 200, con respetables 290.000 copias vendidos en una semana, cuando todo el mundo sabía que Long Road Out of Eden vendió 711.000 copias en el mismo período.
Escuché el rumor de que el mánager de los Eagles, Irving Azoff, y Walmart, presionaron enormemente a Billboard, para que rankeara a Long Road Out of Eden en la Billboard 200. Sin embargo, la realidad es que la búsqueda de los datos del álbum, fue una carga que se llevó Nielsen SoundScan. Por lo que podríamos decir, que la cadena y la banda parecen contentos con un comunicado de prensa que sólo promociona el éxito del álbum.

Pese a que, en un momento dado, se estableció a Blackout en la posición Nº 1 de la Billboard 200, la prensa aun así encontró una manera de restar importancia a la hazaña, tomando nota de que éste comenzó con menos de la mitad de las ventas que registró In the Zone en su primera semana, en el año 2003. Ciertamente, no hay vergüenza en que un artista venda menos ahora que en años anteriores. 15 de los 26 artistas que han sido Nº 1 en la Billboard 200 en el año 2007, han registrado ventas semanales inferiores a las que registraron en años anteriores. Contra este contexto, dado a su publicidad adversa y a la limitada disponibilidad de Spears para promover el álbum, la verdad es que estoy impresionado con las ventas que registró Blackout en su primera semana, pero no creo que los medios de comunicación, en general, lo vean de igual forma.
Geoff Mayfield

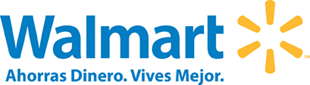
El cambio de políticas de Billboard, fue impulsado por un cambio de políticas inesperado de la cadena Walmart, la que hasta entonces no brindaba información sobre las cifras de ventas de los álbumes que vendía de manera exclusiva.

Inmediatamente tras enfrentar las quejas, Billboard realizó una encuesta en la que preguntó a sus lectores si creían que la Billboard 200 debía considerar a los álbumes vendidos solo por una tienda retail en los Estados Unidos. En respuesta, el cuantioso 80% de las 19.097 personas que votaron, votaron que no, pues consideraron que el antiguo método había sido probado y había demostrado funcionar. Dado que la controversia continuó en los días siguientes, Fred Bronson especificó sobre el hecho de que Walmart haya facilitado las cifras de las ventas de Long Road Out of Eden en forma tardía:

Walmart no solicitó que Long Road Out of Eden de los Eagles figurara en la Billboard 200. Simplemente decidió dar a conocer sus cifras de ventas, a modo de un cambio de políticas propio. Tras ello, Billboard tomó la decisión de que Long Road Out of Eden era elegible para figurar en la Billboard 200. De hecho, la revista Billboard dijo a Walmart que si iba a dar a conocer las cifras de ventas de Long Road Out of Eden, también debía dar a conocer las cifras de ventas de sus otras exclusivas.
Fred Bronson

## Legado
Cuando Blackout fue lanzado, el comportamiento de Spears en público empezó a chocar con su imagen. Sin embargo, Tom Ewing de Pitchfork advirtió que, después de que se filtrara «Freakshow», un hilo de un foro dubstep sobre la canción obtuvo siete páginas en veinticuatro horas, generando reacciones mixtas y ejemplificando que, cuando la música mainstream toma elementos del "underground", los lleva al vocabulario pop más amplio. También atribuyó la calidad de cada canción de Blackout a razones económicas, ya que una de las principales causas por las que las ventas de álbumes comenzaron a deteriorarse durante la era digital se debió a la desagregación de álbumes en tiendas en línea facilitando a los consumidores comprar algunas pistas en lugar de todo el álbum. Ewing explicó que Blackout el modelo Revolver en los álbumes pop - todas las pistas eran buenas, cada pista tiene un éxito potencial - tenía más sentido que nunca, especialmente si una estrella como Spears podía mantenerse actualizada en un mercado en rápido movimiento. Dijo que Blackout sirve como un recordatorio de lo instantáneamente reconocibles que son las voces de Spears, "tratadas o no tratadas: su fina voz ronca sureña es uno de los sonidos definitorios de los años 00s en el pop". Señaló que el álbum "es una clase magistral en tratamiento vocal como instrumento de estudio, interrumpiendo e interfiriendo las canciones tanto como a ellos. 
Mientras revisaba la demo de Spears de «Telephone», Rob Sheffield de Rolling Stone lo comparó con «Piece of Me», demostrando una vez más cuánto impacto ha tenido Britney en los sonidos del pop actual,  "a la gente le encanta burlarse de Britney, y por qué no, pero si 'Telephone' demuestra algo, es que Blackout puede ser el álbum pop más influyente de los últimos cinco años."  En junio de 2012, Blackout ingresó al Salón de la Fama del Rock and Roll. Blackout también apareció en la encuesta de la década de Rolling Stone, donde fue votado como el séptimo mejor álbum de la década por los lectores. Apareció en la lista de álbumes favoritos de los escritores de The Guardian de todo los tiempos. The Times lo nombró el quinto mejor álbum pop de la década. En su ranking de los mejores álbumes de la década, Stylus Magazine incluyó a Blackout en el número 54.

## Lista de canciones
- Edición estándar

| Blackout |                            |                            |          |  |
| N.º      | Título                     | Productor(es)              | Duración |  |
| 1.       | «Gimme More»               | Danja                      | 4:11     |  |
| 2.       | «Piece of Me»              | Bloodshy & Avant           | 3:32     |  |
| 3.       | «Radar»                    | Bloodshy & Avant           | 3:49     |  |
| 4.       | «Break the Ice»            | Danja                      | 3:16     |  |
| 5.       | «Heaven on Earth»          | Freescha & Kara DioGuardi  | 4:52     |  |
| 6.       | «Get Naked (I Got a Plan)» | Danja                      | 4:45     |  |
| 7.       | «Freakshow»                | Bloodshy & Avant           | 2:55     |  |
| 8.       | «Toy Soldier»              | Bloodshy & Avant           | 3:21     |  |
| 9.       | «Hot as Ice»               | Danja                      | 3:16     |  |
| 10.      | «Ooh Ooh Baby»             | Fredwreck & Kara DioGuardi | 3:28     |  |
| 11.      | «Perfect Lover»            | Danja                      | 3:02     |  |
| 12.      | «Why Should I Be Sad»      | The Neptunes               | 3:10     |  |
| 43:37    |                            |                            |          |  |

- Ediciones con bonus tracks

| Blackout — Target (Bonus Track Version) |                    |                |          |  |
| N.º                                     | Título             | Productor(es)  | Duración |  |
| 13.                                     | «Outta This World» | Danja & Beanz* | 3:45     |  |
| 47:22                                   |                    |                |          |  |

| Blackout — (Bonus Tracks Version) |                                         |                                          |          |  |
| N.º                               | Título                                  | Productor(es)                            | Duración |  |
| 14.                               | «Everybody»                             | J.R. Rotem                               | 3:17     |  |
| 15.                               | «Get Back»                              | Danja & Ellis                            | 3:50     |  |
| 16.                               | «Gimme More» (Paul Oakenfold Radio Mix) | Danja, Beanz, Paul Oakenfold & Ian Green | 6:06     |  |
| 81:00                             |                                         |                                          |          |  |

| Blackout — iTunes Store (Bonus Track Version) |                              |                        |          |  |
| N.º                                           | Título                       | Productor(es)/Director | Duración |  |
| 13.                                           | «Get Back»                   | Danja & Ellis          | 3:50     |  |
| 14.                                           | «Gimme More» (Junkie XL Dub) | Junkie XL              | 4:58     |  |
| 15.                                           | «Everybody»                  | J.R. Rotem             | 3:17     |  |
| 16.                                           | «Gimme More» (Music Video)   | Jake Sarfaty           | 4:02     |  |
| 70:00                                         |                              |                        |          |  |

Notas
- «*» indica crédito como coproductor de la canción.
- «Ooh Ooh Baby» combina el ritmo de «Rock and Roll» de Gary Glitter y la melodía de «Happy Together» de The Turtles.
- «Everybody» contiene un sample de «Sweet Dreams (Are Made of This)», escrita por Annie Lennox y Dave Stewart.

## Rankings
Semanales
| Región            | Ranking         | Primera semana | Posición de ingreso | Mejor posición | Semanas en la mejor posición | Semanas en el ranking | Última semana |
| ----------------- | --------------- | -------------- | ------------------- | -------------- | ---------------------------- | --------------------- | ------------- |
| América del Norte |                 |                |                     |                |                              |                       |               |
| Canadá            | Canadian Albums | 17-11-2007     | 1                   | 1              | 1                            | 16                    | 17-05-2008    |
| Estados Unidos    | Billboard 200   | 17-11-2007     | 2                   | 2              | 1                            | 34                    | 20-12-2008    |
| Europa            |                 |                |                     |                |                              |                       |               |
| Alemania          | Top 50 álbumes  | 10-11-2007     | 10                  | 10             | 1                            | 3                     | 02-02-2008    |
| Austria           | Top 75 álbumes  | 09-11-2007     | 6                   | 6              | 1                            | 13                    | 14-03-2008    |
| Bélgica (Flandes) | Top 100 álbumes | 03-11-2007     | 51                  | 17             | 1                            | 36                    | 05-07-2008    |
| Bélgica (Valonia) | Top 100 álbumes | 03-11-2008     | 30                  | 6              | 1                            | 28                    | 14-06-2009    |
| Dinamarca         | Top 40 álbumes  | 09-11-2007     | 6                   | 6              | 1                            | 23                    | 15-08-2008    |
| España            | Top 100 álbumes | 04-11-2007     | 11                  | 11             | 1                            | 4                     | 25-11-2007    |
| Europa            | Top 100 álbumes | 17-11-2007     | 1                   | 1              | 1                            | 21                    | 24-05-2008    |
| Finlandia         | Top 40 álbumes  | 07-11-2007     | 22                  | 22             | 1                            | 2                     | 14-11-2007    |
| Francia           | Top 200 álbumes | 03-11-2007     | 2                   | 2              | 1                            | 42                    | 05-09-2009    |
| Irlanda           | Top 75 álbumes  | 30-10-2007     | 1                   | 1              | 1                            | 41                    | 21-08-2008    |
| Italia            | Top 100 álbumes | 23-10-2007     | 6                   | 6              | 1                            | 14                    | 22-01-2008    |
| Noruega           | Top 40 álbumes  | 06-11-2007     | 12                  | 12             | 1                            | 5                     | 15-01-2008    |
| Países Bajos      | Top 100 álbumes | 03-11-2007     | 14                  | 14             | 1                            | 10                    | 16-02-2008    |
| Polonia           | Top 50 álbumes  | 12-11-2007     | 24                  | 24             | 1                            | 2                     | 19-11-2007    |
| Portugal          | Top 30 álbumes  | 05-11-2007     | 10                  | 10             | 1                            | 2                     | 22-03-2010    |
| Reino Unido       | Top 75 álbumes  | 06-11-2007     | 2                   | 2              | 1                            | 28                    | 07-06-2008    |
| Suecia            | Top 60 álbumes  | 08-11-2007     | 11                  | 11             | 1                            | 13                    | 31-01-2008    |
| Suiza             | Top 100 álbumes | 11-11-2007     | 4                   | 4              | 1                            | 13                    | 09-03-2008    |
| Australasia       |                 |                |                     |                |                              |                       |               |
| Australia         | Top 50 álbumes  | 11-11-2007     | 3                   | 3              | 1                            | 24                    | 20-04-2008    |
| Nueva Zelanda     | Top 40 álbumes  | 05-11-2007     | 8                   | 8              | 1                            | 21                    | 12-05-2008    |
| América Latina    |                 |                |                     |                |                              |                       |               |
| México            | Top 100 álbumes | 23-10-2007     | 18                  | 2              | 1                            | 27                    | 22-04-2008    |

| Predecesor: Magic de Bruce Springsteen        | Top 75 álbumes — Álbum N.° 1 1 de noviembre de 2007 — 7 de noviembre de 2007    | Sucesor: Back Home de Westlife               |
| Predecesor: Carnival Ride de Carrie Underwood | Canadian Albums — Álbum N.° 1 17 de noviembre de 2007 — 23 de noviembre de 2007 | Sucesor: The Ultimate Hits de Garth Brooks   |
| Predecesor: Pictures de Katie Melua           | European Albums — Álbum N.° 1 17 de noviembre de 2007 — 23 de noviembre de 2007 | Sucesor: Long Road Out of Eden de los Eagles |

Anuales
| País        | Ranking        | Posición |
| ----------- | -------------- | -------- |
| América     |                |          |
| México      | Top 100 Albums | 87       |
| Europa      |                |          |
| Reino Unido | Top 200 Albums | 130      |
| Oceanía     |                |          |
| Australia   | Top 100 Albums | 56       |
| Mundo       |                |          |
| Mundo       | Top 50 Albums  | 32       |

| País        | Ranking        | Posición |
| ----------- | -------------- | -------- |
| Europa      |                |          |
| Reino Unido | Top 200 Albums | 110      |
| Oceanía     |                |          |
| Australia   | Top 100 Albums | 83       |

## Certificaciones
| País              | Organismo certificador | Certificación          | Ventas certificadas | Simbolización | Ref.    |
| América del Norte |                        |                        |                     |               |         |
| Canadá            | CRIA                   | Doble disco de platino | 200 000             |               | [ 74 ]  |
| Estados Unidos    | RIAA                   | Doble disco de platino | 2 000 000           |               | [ 105 ] |
| Europa            |                        |                        |                     |               |         |
| Bélgica           | IFPI Bélgica           | Oro                    | 15 000              |               | [ 138 ] |
| Francia           | SNEP                   | Oro                    | 75 000              |               | [ 88 ]  |
| Hungría           | Mahasz                 | Platino                | 7 500               |               | [ 139 ] |
| Irlanda           | IRMA                   | Platino                | 15 000              |               | [ 140 ] |
| Reino Unido       | BPI                    | Platino                | 300 000             |               | [ 87 ]  |
| Rusia             | NFPF                   | Cuádruple platino      | 80 000              |               | [ 90 ]  |
| Asia              |                        |                        |                     |               |         |
| Japón             | RIAJ                   | Oro                    | 100 000             |               | [ 89 ]  |
| Australasia       |                        |                        |                     |               |         |
| Australia         | ARIA                   | Platino                | 70 000              |               | [ 93 ]  |
| Nueva Zelanda     | RIANZ                  | Oro                    | 7 500               |               | [ 141 ] |
| América Latina    |                        |                        |                     |               |         |
| Brasil            | ABPD                   | Oro                    | 20 000              |               | [ 76 ]  |

Notas
- Las ventas certificadas están basadas en los criterios utilizados por las respectivas organizaciones musicales hasta el año 2009.[142] Estas no representan, necesariamente, las ventas totales registradas por Blackout en cada país.

## Créditos
| Créditos por canción |                            |                            | |
| 1                    | «Gimme More»               | Danja                      | - Escritura: Nate Hills, James Washington, Keri Hilson & Marcella Araica - Producción vocal: Jim Beanz & Keri Hilson - Grabación, programación adicional y mezcla: Marcella "Ms. Lago" Araica - Asistencia de grabación: Valente - Asistencia de mezcla: Mike Snow - Voces adicionales y respaldos vocales: Jim Beanz - Respaldos vocales adicionales: Keri Hilson - Edición adicional: Ron Taylor - Coordinadores de producción de Danjahanz Productions: David M. Erlich & Mike Evans                                                                               |
| 2                    | «Piece of Me»              | Bloodshy & Avant           | - Escritura: Christian Karlsson, Pontus Winnberg & Klas Åhlund - Grabación, teclados, programación, bajo y guitarra: Bloodshy & Avant - Mezcla: Niklas Flyckt - Guitarra adicional: Henrik Jonback - Bajo adicional: Klas Åhlund - Respaldos vocales: Robyn Carlsson |
| 3                    | «Radar»                    | Bloodshy & Avant           | - Coproducción: The Clutch - Escritura: Christian Karlsson, Pontus Winnberg, Henrik Jonback, Balewa Muhammad, Candice Nelson, Ezekiel Lewis & Patrick Smith - Grabación: Bloodshy & Avant, & The Clutch - Ingeniero: Jim Carauna - Mezcla: Niklas Flyckt - Teclados, programación, bajo adicional y guitarra: Bloodshy & Avant - Bajo y guitarra: Henrik Jonback - Respaldos vocales: Candice Nelson |
| 4                    | «Break the Ice»            | Danja                      | - Escritura: Nate Hills, James Washington, Keri Hilson & Marcella Araica - Producción vocal, voces adicionales y respaldos vocales: Jim Beanz - Grabación, programación adicional y mezcla: Marcella "Ms. Lago" Araica - Asistencia de grabación: Mark Gray - Asistencia de mezcla: Mike Snow - Respaldos vocales adicionales: Keri Hilson - Edición adicional: Ron Taylor - Coordinadores de producción de Danjahanz Productions: David M. Erlich & Mike Evans |
| 5                    | «Heaven on Earth»          | Freescha & Kara DioGuardi  | - Escritura: Michael McGroarty, Nick Huntington & Nicole Morier - Producción vocal: Kara DioGuardi - Grabación: Biran Paturalski - Mezcla: Tony Maserati - Música: Freescha - Respaldos vocales: Nicole Morier |
| 6                    | «Get Naked (I Got a Plan)» | Danja                      | - Escritura: Corte Ellis, Nate Hills & Marcella Araica - Producción vocal: Jim Beanz - Grabación, mezcla y programación adicional: Marcella "Ms. Lago" Araica - Asistencia de grabación y mezcla: Mike Snow - Edición adicional Pro Tools y efectos digitales: Devine Evans - Respaldos vocales: Corte "The Author" Ellis - Edición adicional: Ron Taylor - Coordinadores de producción de Danjahanz Productions: David M. Erlich & Mike Evans |
| 7                    | «Freakshow»                | Bloodshy & Avant           | - Coproducción: The Clutch - Escritura: Christian Karlsson, Pontus Winnberg, Henrik Jonback, Ezekiel Lewis, Patrick Smith & Britney Spears - Grabación: Bloodshy & Avant, & The Clutch - Ingeniero: Jim Carauna - Mezcla: Niklas Flyckt - Teclados, programación, bajo adicional y guitarra: Bloodshy & Avant - Bajo y guitarra: Henrik Jonback - Respaldos vocales: Candice Nelson |
| 8                    | «Toy Soldier»              | Bloodshy & Avant           | - Coproducción: Sean "The Pen" Garrett - Escritura: Christian Karlsson, Pontus Winnberg, Magnus Wallbert & Sean Garrett - Grabación: Bloodshy & Avant, & Vernon Mungo - Asistencia de grabación: Rob Skipworth - Mezcla: Niklas Flyckt - Teclados, programación, bajo y guitarra: Bloodshy & Avant - Programación adicional: Mango - Respaldos vocales: Sean Garrett |
| 9                    | «Hot as Ice»               | Danja                      | - Escritura: T-Pain, Nate Hills & Marcella Araica - Arreglos: T-Pain - Producción vocal: Jim Beanz - Grabación, mezcla y programación adicional: Marcella "Ms. Lago" Araica - Asistencia de grabación: Mike Snow - Asistencia de mezcla: Mike Snow & Miguel Bustamante - Edición adicional Pro Tools y efectos digitales: Devine Evans - Voces adicionales y respaldos vocales: Jim Beanz & T-Pain - Respaldos vocales adicionales: Windy Wagner - Edición adicional: Ron Taylor - Coordinadores de producción de Danjahanz Productions: David M. Erlich & Mike Evans |
| 10                   | «Ooh Ooh Baby»             | Fredwreck & Kara DioGuardi | - Escritura: Kara DioGuardi, Farid Nassar, Erick Coomes & Britney Spears - Grabación: Richard "Segal" Huredia, Brian Paturalski & Mike Houge - Mezcla: Tony Maserati - Asistencia de mezcla: Michael Houge - Guitarras y bajo: Erick Coomes - Teclados y guitarra: Fredwreck - Respaldos vocales: Kara DioGuardi |
| 11                   | «Perfect Lover»            | Danja                      | - Escritura: Nate Hills, James Washington, Keri Hilson & Marcella Araica - Producción vocal, voces adicionales y respaldos vocales: Jim Beanz - Grabación y mezcla: Marcella "Ms. Lago" Araica - Asistencia de grabación y mezcla: Mike Snow - Respaldos vocales adicionales: Keri Hilson - Edición adicional: Ron Taylor - Coordinadores de producción de Danjahanz Productions: David M. Erlich & Mike Evans |
| 12                   | «Why Should I Be Sad»      | The Neptunes               | - Escritura y respaldos vocales: Pharrell Williams - Grabación: Brian Garten - Asistencia de grabación: Ryan Kennedy & Hart Gunther - Mezcla: Supa Engineer Duro & Chad Hugo - Asistencia de mezcla y grabación adicional: Jordan "DJ Swivet" Young |